# Erich Keup
Erich Wilhelm Ferdinand Keup (* 19. November 1885 in Treptow an der Rega, Hinterpommern; † 16. Februar 1973 in Germering) war ein deutscher Volkswirt.

## Leben und Wirken
Keup studierte  Volkswirtschaftslehre an den Universitäten Berlin und Jena, wurde 1912 bei Max Sering promoviert und erweiterte dann seine Fachkenntnisse durch ein zusätzliches Studium an der Landwirtschaftlichen Hochschule Berlin. Während seines Studiums wurde er Mitglied beim Verein Deutscher Studenten Berlin. 1913–1925 war er Geschäftsleiter der Gesellschaft zur Förderung der inneren Kolonisation und erarbeitete einen Plan zur Neubesiedelung von Ober Ost. 1918 wurde er Direktor der Neuland AG. 1922 war er Mitbegründer der Roggenbank AG. Er gab das Archiv für innere Kolonisation heraus und fungierte als Vorstandsmitglied zahlreicher Siedlungsgesellschaften. 
Nach der Machtübernahme der NSDAP wurde Keup im April 1933 inhaftiert. 1936 wurde er entlassen und emigrierte unverzüglich nach Frankreich. Dort ordneten 1942 die deutschen Besatzungsbehörden seine Rückkehr nach Berlin an, wo er als Wirtschaftsberater tätig war und unter Überwachung stand. Nach Ende des Zweiten Weltkriegs erhielt er zahlreiche Mandate in Siedlungsgesellschaften und Wirtschaftsunternehmen. 1966 gab er eine Festschrift für Constantin von Dietze heraus.

## Ehrungen
- 1966: Großes Verdienstkreuz der Bundesrepublik Deutschland

## Werke (Auswahl)
- Die volkswirtschaftliche Bedeutung von Groß- und Kleinbetrieb in der Landwirtschaft auf Grund von Erhebungen in Pommern und Brandenburg (Dissertation), 1912.
- Der wirtschaftliche Wert der bäuerlichen Kolonisation im Osten, 1913, 15 Seiten.
- Deutsche Bauern in Russland, 1916, 56 Seiten.
- Gesetzesmaßnahmen zur Ansiedlung Kriegsbeschädigter, 1916, 60 Seiten.
- Die innere Kolonisation und der Krieg, Vortrag, gehalten 1916 in Berlin, 16 Seiten.
- Innere Kolonisation, 1918.
- Festschrift Constantin von Dietze, 1966, 36 Seiten.